# Tubular Bells II
Tubular Bells II ist ein Musikalbum des britischen Musikers Mike Oldfield aus dem Jahr 1992. Nachdem er mit Heaven’s Open seine vertraglichen Pflichten bei Virgin Records erfüllt hatte, war Tubular Bells II das erste Album für Warner Bros. Records.

## Entstehungsgeschichte
Tubular Bells II ist eine Fortsetzung des Erfolgsalbums Tubular Bells aus dem Jahr 1973. Musikalische Themen des ersten Albums wurden zu komplett neuen Musikstücken abgewandelt. So erinnert die Anfangssequenz sofort an den Beginn von Tubular Bells (welcher auch in dem Film Der Exorzist verwendet wurde), dennoch ist sie eigenständig und keine Kopie. Wie 1973 befindet sich eine Sequenz, in der einzelne Musikinstrumente angesagt werden, auf dem Album. Schauspieler Alan Rickman spricht diese Rolle, was im Booklet nicht vermerkt wurde. In einer nur in Deutschland veröffentlichten Single-Auskopplung von The Bell 1993 war die Stimme von Otto Waalkes zu hören. Waalkes zählt in der deutschen und einer englischen Fassung die einzelnen Instrumente auf. Vivian Stanshall, der bereits 1973 auf Tubular Bells diese Rolle als MC (Master of Ceremonies) übernahm, ist in einer weiteren Fassung von The Bell auf dieser Single zu hören. Eine vierte Version mit Billy Connolly als MC wurde ebenfalls 1993 auf einer weiteren CD-Single veröffentlicht. Auch die Passage gegen Ende des ersten Albums, in der Oldfield mit verzerrten Stimmen experimentiert (er nennt dies scherzhaft moribund chorus, also todgeweihter Chor), findet sich in neuer Form wieder. Abschließend wird das Album genau wie sein Vorgänger erst sehr ruhig und endet dann in einem schnellen Gitarrenstück.

## Unterschiede zum Original
War Tubular Bells in der Originalfassung noch in nur zwei lange Tracks unterteilt, entschied Oldfield, Tubular Bells II in 14 Stücke einzuteilen; da die Übergänge nicht hörbar sind, wirkt alles beim Hören jedoch wieder wie ein Album in zwei Teilen. Die Tracks sind Sentinel (auch in einer gekürzten Radioversion erschienen), Dark Star, Clear Light, Blue Saloon, Sunjammer, Red Dawn, The Bell (mit dem Auftritt von Alan Rickman), Weightless, The Great Plain, Sunset Door, Tattoo, Altered State (mit dem „todgeweihten Chor“), Maya Gold und Moonshine.

## Instrumentierung
Oldfield spielt auf dem Album die meisten Instrumente selbst, u. a. acht verschiedene Gitarren, Klavier und Glockenspiel; außerdem ist auch seine Stimme zu hören. Hilfe nahm Oldfield sich am Schlagzeug (John Robinson) und bei den Dudelsäcken. Alan Rickman, der die Instrumente ansagt, wird lediglich als „strolling player“ („herumschlendernder Spieler“) aufgeführt, da zu der Zeit, als das CD-Booklet des Albums gedruckt wurde, noch nicht feststand, wer auf dem Album letztendlich die Rolle des Master of Ceremonies innehaben sollte.

## Titelliste
1. Sentinel – 8:07
2. Dark Star – 2:16
3. Clear Light – 5:48
4. Blue Saloon – 2:59
5. Sunjammer – 2:32
6. Red Dawn – 1:50
7. The Bell – 6:59
8. Weightless – 5:43
9. The Great Plain – 4:48
10. Sunset Door – 2:23
11. Tattoo – 4:15
12. Altered State – 5:12
13. Maya Gold – 4:01
14. Moonshine – 1:42

## Live-Premiere
Am 4. September 1992 erlebte Tubular Bells II seine Live-Premiere vor der Burg von Edinburgh, ein Spektakel mit Lichtershow, Feuerwerk und einem großen Orchester. Oldfield selbst spielte E-Gitarre, Keyboard, akustische Gitarre – und natürlich die Tubular Bells selbst. Diese Live-Premiere wurde am selben Abend zeitversetzt im englischen Fernsehen ausgestrahlt und erschien danach zunächst als VHS-Videokassette und später als Doppel-DVD (inklusive der Premiere von Tubular Bells III).